# Opere di Demostene

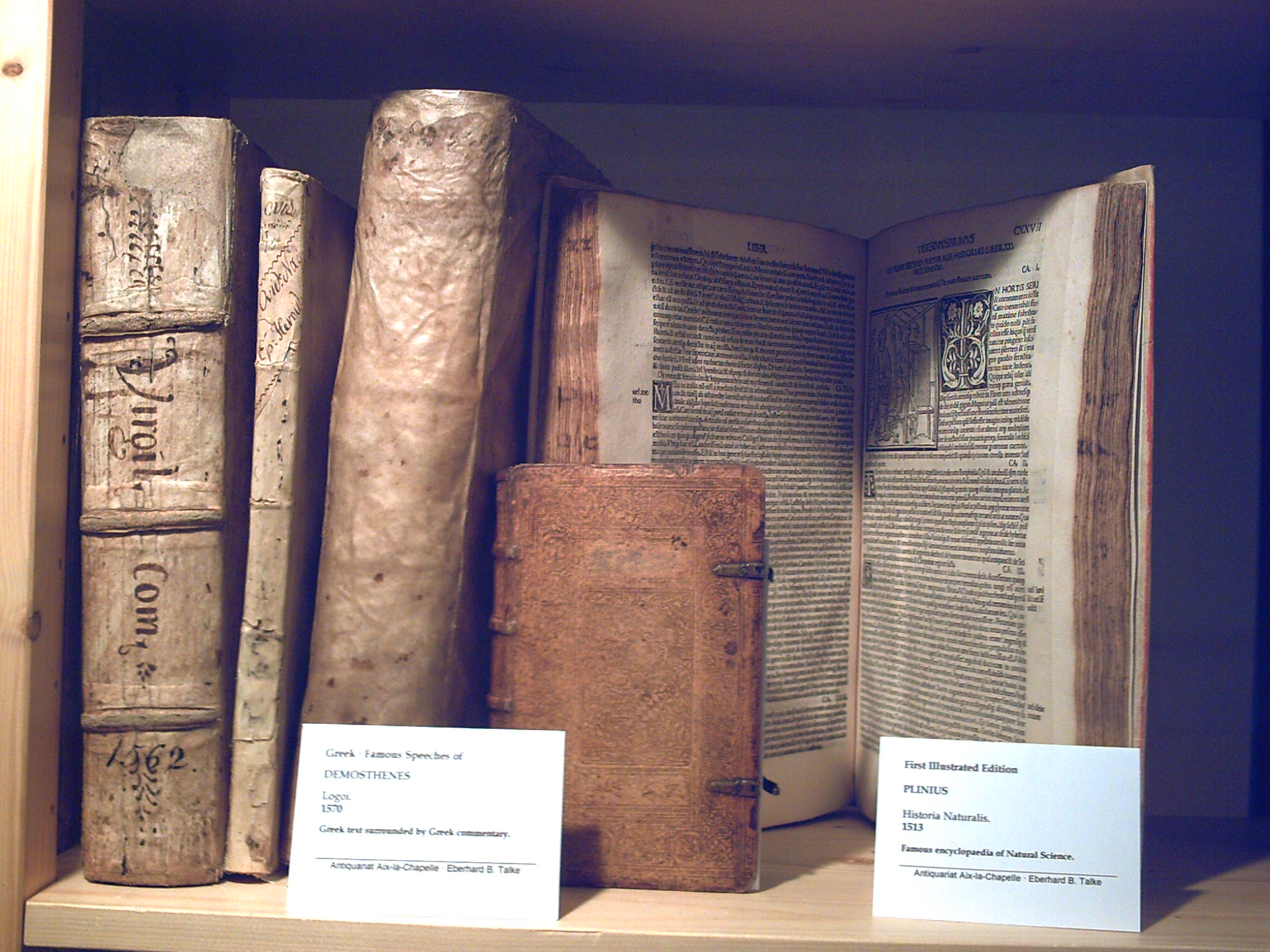
I Logoi, raccolta dei discorsi di Demostene, in greco nell'edizione del 1570, circondati da commentari greci e da altre opere del tempo.

Demostene (in greco antico: Δημοσθένης?, Demostènes; 384-322 a.C.) è stato uno statista ed oratore dell'antica Grecia, le cui opere, in particolare le orazioni, costituiscono l'ultima significativa espressione della vivacità culturale di Atene, oltre a fornire uno spaccato approfondito della politica e cultura greca a cavallo tra l'età classica e l'ellenismo.
Infatti già il Canone alessandrino redatto da Aristofane di Bisanzio e Aristarco di Samotracia poneva Demostene tra i dieci oratori attici; a Roma, Cicerone lo acclamò come "oratore perfetto" e definiva mirabile quanto egli inter omnes unus excellat, ovvero "solo fra tutti risplenda", mentre Quintiliano lo definì lex orandi ("legge dell'oratoria").
Nel XIV secolo, l'erudito bizantino Teodoro Metochite scrisse un Saggio critico su Demostene e Aristide (Ἐπιστασία καὶ κρίσις τῆς τῶν δύο ῥητόρων εὐδοκιμήσεως τοῦ τε Δημοσθένους καὶ Ἀριστείδου), in cui metteva a confronto la tecnica oratoria di Demostene e quella di Elio Aristide (II secolo), sostenendo che ciascuno dei due fosse il campione incontrastato dell'oratoria della propria epoca.

## Tradizione manoscritta
Tra i vari scrittori antichi, Demostene ebbe una fortuna ulteriore dal momento che la gran parte delle sue opere è sopravvissuta al tempo sino a noi: è noto che lo stesso autore fosse solito divulgare, se non tutte, quanto meno la maggior parte delle orazioni che poi, durante le prime fasi dell'età ellenistica, furono raccolte ad Atene e presso la Biblioteca di Alessandria.
In questo periodo, infatti, Callimaco, in qualità di responsabile dei cataloghi dei volumi, recensì ed incluse le opere di Demostene tra le opere conservate nella Biblioteca di Alessandria; va notato, poi, che, almeno fino al IV secolo d.C., le copie delle opere di Demostene si moltiplicavano dal momento che, essendo considerato l'oratore per eccellenza (o comunque tra gli oratori più importanti), i suoi testi erano la base per ogni studio della materia e pertanto erano in condizioni relativamente favorevoli per sopravvivere all'Alto medioevo.
Gli studiosi hanno computato 258 manoscritti bizantini di discorsi di Demostene oltre a 21 di estratti; praticamente tutte le edizioni moderne si basano su quattro di questi manoscritti:
- Venetus Marcianus 416, datato X secolo (siglato F): comprende sessantuno orazioni; dal manoscritto sono a sua volta derivati tre edizioni autonome, una delle quali fu poi la base dell'edizione Aldina[8].
- Monacensis Augustanus 485, datato X o XI secolo (siglato A): cinquantaquattro discorsi; rispetto all'F sono omessi i discorsi 12, 45, 46, 52, 60 e 61.[8]
- Parisinus 2935, datato X o XI secolo (siglato Y): comprende ventinove discorsi (1-21, 23, 22, 24-26, 59, 61 e 60 in questo ordine).[8]
- Parisinus 2934, datato X o XI secolo (siglato S): comprende sessanta discorsi (si omette il discorso 12 che era una lettera indirizzata a Filippo II); da molti studiosi, è considerato il più affidabile[9][10][11] La preferenza per il manoscritto è stata contestata da Dieter Irmer (Zur Genealogie, 95-99), e difesa da Hermann Wankel.[8] Un facsimile del codice fu pubblicato a Parigi nel 1892 da H. Omont.[12]

Non va trascurato il ruolo di alcuni papiri di Ossirinco, datati al secondo o terzo secolo a.C., che singolarmente hanno riportato, in forma più o meno frammentaria, le opere di Demostene; di questi si ricordano:
- Papiro di Ossirinco 25: un manoscritto del De Corona; datato terzo secolo.
- Papiro di Ossirinco 26: un manoscritto del Prooimia Demegorica; datato secondo secolo.
- Papiro di Ossirinco 230: un manoscritto del  De Corona; datato secondo secolo.
- Papiro di Ossirinco 231: un manoscritto del  De Corona; datato secondo secolo.

## Prologhi
Oltre ai discorsi, sono giunti a noi cinquantacinque passaggi noti come prooimia dēmēgorika, che erano gli incipit delle orazioni di Demostene, raccolti da Callimaco per la Biblioteca di Alessandria e conservati in alcuni manoscritti.
Tali prologhi solitamente non sono più lunghi di una pagina, solo cinque su cinquantacinque corrispondono effettivamente agli incipit delle orazioni (anche se, va notato, possediamo in modo completo solo diciassette orazioni) e affrontano diversi argomenti senza alcun ordine apparente: forniscono cioè intuizioni sul rapporto tra gli ateniesi e il regime democratico nonché le reazioni e le aspettative del pubblico in assemblea.
Quanto alla paternità dei prologhi, Callimaco li riteneva autentici e della stessa opinione furono il grammatico Giulio Polluce e lo scrittore bizantino Giovanni Stobeo, mentre gli studiosi moderni sono assai più divisi: alcuni la negano mentre altri li reputano genuini.

## Lettere
Infine, sotto il nome di Demostene, sono giunte sei epistole la cui paternità è aspramente dibattuta tra gli studiosi.
In merito, Goldstein ha scritto che se anche avessero un'origine spuria o fossero frutto di propaganda o di finzioni retoriche, in ogni caso avrebbero avuto lo scopo di difendere Demostene e le sue azioni o quantomeno di simulare una sorta di autodifesa.
Apparentemente, le prime quattro epistole sono databili all'esilio che Demostene subì nel 323 a.C., la quinta alla gioventù dell'autore e la sesta alla Guerra lamiaca.

## Catalogo delle Orazioni
Si elencano le sessantuno Orazioni di Demostene secondo l'ordine stabilito nell'edizione critica di Samuel Henry Butcher (sono indicate tra parentesi quadre le probabili orazioni spurie).
- I. Olintiaca I (Ὀλυνθιακὸς α′)
- II. Olintiaca II (Ὀλυνθιακὸς β′)
- III. Olintiaca III (Ὀλυνθιακὸς γ′)
- IV. Filippica I (Κατὰ Φιλίππου α′)
- V. Sulla pace (Περὶ τῆς εἰρήνης)
- VI. Filippica II (Κατὰ Φιλίππου β′)
- VII. Sull'Alonneso (Περὶ Ἁλοννήσου)
- VIII. Sul Chersoneso (Περὶ τῶν ἐν Χερρονήσῳ)
- IX. Filippica III (Κατὰ Φιλίππου γ′)
- X. [Filippica IV] (Κατὰ Φιλίππου δ′)
- XI. [Alla lettera di Filippo] (Πρὸς τὴν ἐπιστολήν)
- XII. [Lettera di Filippo] (Φιλίππου ἐπιστολή)
- XIII. [Sull'organizzazione] (Περὶ συντάξεως)
- XIV. Sulle simmorie (Περὶ τῶν συμμοριῶν)
- XV. Sulla libertà dei Rodii (Ὑπὲρ τῆς Ῥοδίων ἐλευθερίας)
- XVI. Per i Megalopolitani (Ὑπὲρ Μεγαλοπολιτῶν)
- XVII. [Sui patti con Alessandro] (Περὶ τῶν πρὸς Ἀλέξανδρον συνθηκῶν)
- XVIII. Sulla corona (Περὶ τοῦ στεφάνου)
- XIX. Sulla falsa ambasceria (Περὶ τῆς παραπρεσβείας)
- XX. Contro Leptine (Πρὸς Λεπτίνην)
- XXI. Contro Midia (Κατὰ Μειδίου)
- XXII. Contro Androzione (Κατὰ Ἀνδροτίωνος)
- XXIII. Contro Aristocrate (Κατὰ Ἀριστοκράτους)
- XXIV. Contro Timocrate (Κατὰ Τιμοκράτους)
- XXV. Contro Aristogitone I (Κατὰ Ἀριστογείτονος α′)
- XXVI. Contro Aristogitone II (Κατὰ Ἀριστογείτονος β′)
- XXVII. Contro Afobo I (Κατὰ Ἀφόβου α′)
- XXVIII. Contro Afobo II (Κατὰ Ἀφόβου β′)
- XXIX. Contro Afobo per falsa testimonianza
- XXX. Contro Onetore I (Πρὸς Ὀνήτορα α′)
- XXXI. Contro Onetore II (Πρὸς Ὀνήτορα β′)
- XXXII. Contro Zenotemide (Πρὸς Ζηνόθεμιν)
- XXXIII. [Contro Apaturio] (Πρὸς Ἀπατούριον)
- XXXIV. Contro Formione (Πρὸς Φορμίωνα)
- XXXV. [Contro Lacrito] (Πρὸς Λάκριτον)
- XXXVI. In difesa di Formione (Ὑπὲρ Φορμίωνος)
- XXXVII. Contro Panteneto (Πρὸς Πανταίνετον)
- XXXVIII. Contro Nausimaco e Xenopite (Πρὸς Ναυσίμακον καὶ Ξενοπείθην)
- XXXIX. Contro Beoto per il nome (Πρὸς Βοιωτὸν περὶ τοῦ ὀνόματος)
- XL. [Contro Beoto per la dote materna] (Πρὸς Βοιωτὸν περὶ προικὸς μητρῴας)
- XLI. Contro Spudia (Πρὸς Σπουδίαν)
- XLII. [Contro Fenippo] (Πρὸς Φαίνιππον)
- XLIII. [Contro Macartato] (Πρὸς Μακάρτατον)
- XLIV. [Contro Leocare] (Πρὸς Λεωχάρη)
- XLV. Contro Stefano, I (Κατὰ Στεφάνου α′)
- XLVI. [Contro Stefano, II] (Κατὰ Στεφάνου β′)
- XLVII. [Contro Evergo e Mnesibulo]
- XLVIII. [Contro Olimpiodoro] (Κατὰ Ὀλυμπιοδώρου)
- XLIX. [Contro Timoteo] (Πρὸς Τιμόθεον)
- L. [Contro Policle] (Πρὸς Πολυκλέα)
- LI. Sulla corona trierarchica (Περὶ τοῦ στεφάνου τῆς τριηραρκίας)
- LII. [Contro Callippo] (Πρὸς Κάλλιππον)
- LIII. Contro Nicostrato (Πρὸς Νικόστρατον)
- LIV. Contro Conone (Κατὰ Κόνωνος)
- LV. Contro Callicle (Πρὸς Καλλικλέα)
- LVI. [Contro Dionisodoro] (Κατὰ Διονυσοδώρου)
- LVII. Contro Eubulide (Πρὸς Εὐβουλίδην)
- LVIII. [Contro Teocrine] (Κατὰ Θεοκρίνου)
- LIX. [Contro Neera] (Κατὰ Νεαίρας)
- LX. Epitafio (Ἐπιτάφιος)
- LXI. [Erotico] (Ἐρωτικός)

Quanto alle orazioni, Friedrich Blass contesta la paternità dei seguenti discorsi: X) Quarta Filippica; XLVI) Contro Stefano, II; XLVII) Contro Evergo e Mnesibulo; LX) Epitafio; LXI) Erotico.
A. Schaefer, invece, riconosce come autentiche solo ventinove orazioni, contestando la paternità delle restanti, tra le quali:  Risposta a Filippo, Contro Leochares, Contro Stephanus, I e Contro Eubulide.